# Сегу (область)
Сегу́ (фр. Ségou) — область (провинция) в Мали.
- Административный центр — город Сегу.
- Площадь — 64 821 км², население — 2 336 255 человек (2009 год).

## География

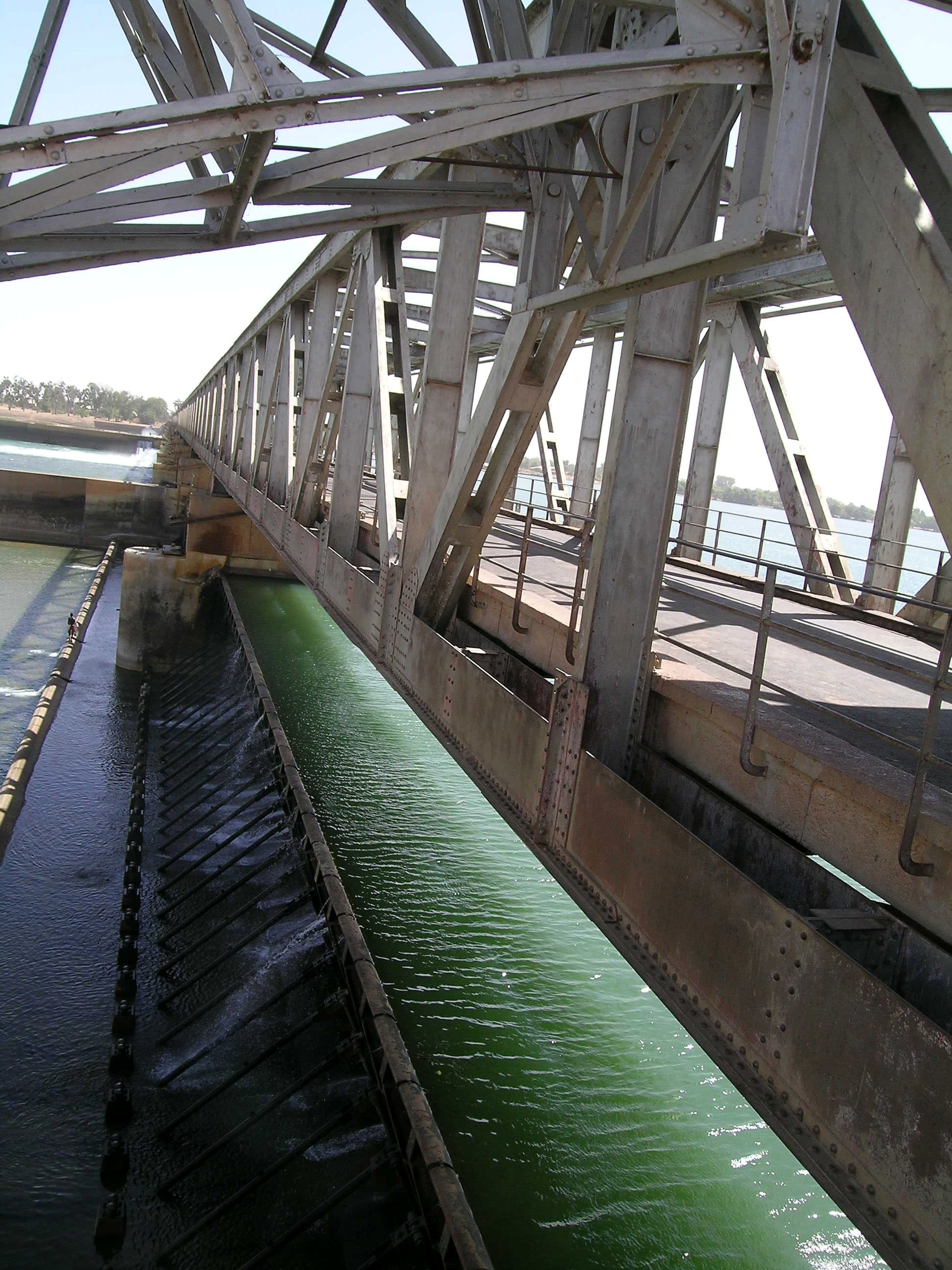
Плотина Маркала

На востоке граничит с областью Мопти, на юге с областью Сикасо, на западе с областью Куликоро, на севере с Мавританией, на юго-востоке с Буркина-Фасо.
Провинция Сегу расположена в южной части Мали. Через провинцию протекает река Нигер, в районе города Маркала построена гидроэлектростанция.
Крупнейшие города области — Нампалари и Нионо.

## История
В XVIII столетии территория провинции входила в созданную на территории Мали империю народа бамбара.

## Административное деление

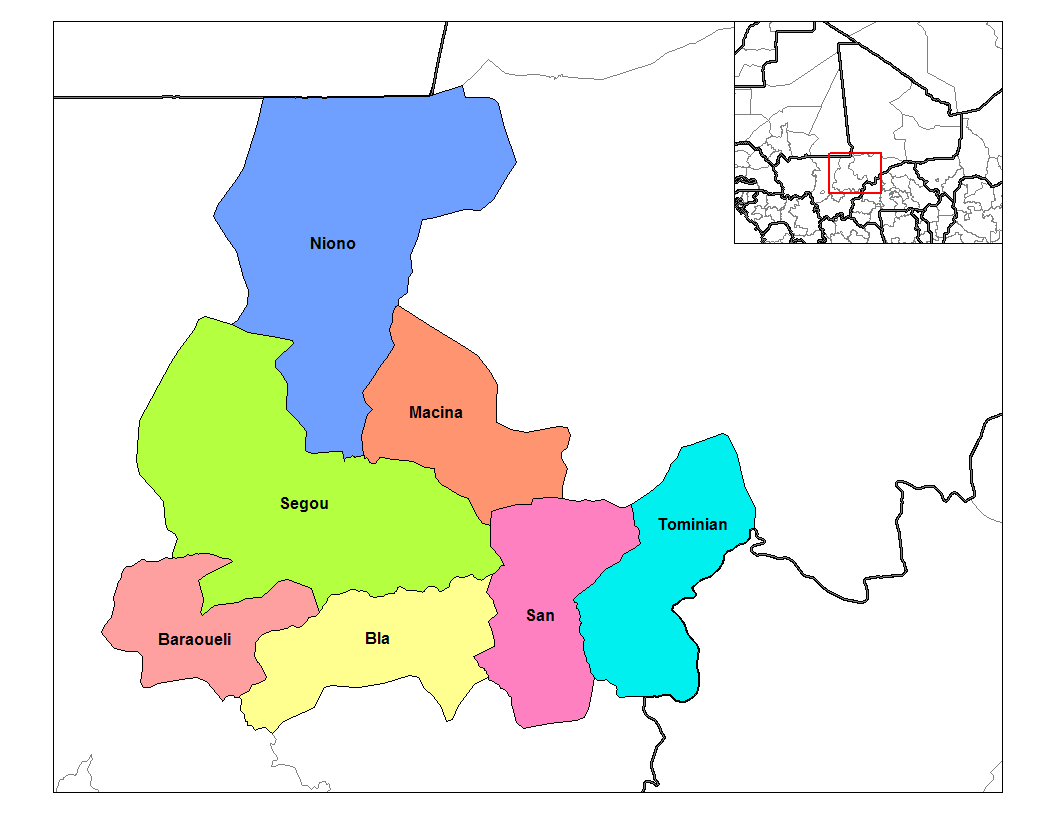
Административная карта Сегу.

В административном отношении провинция разделена на 7 округов поделённых, в свою очередь, на 118 коммун:
| Округ    | Площадь, км² | Население, чел. (2009) |
| -------- | ------------ | ---------------------- |
| Бла      | 6 200        | 283 663                |
| Баруэли  | 4 170        | 203 550                |
| Макина   | 11 750       | 237 477                |
| Нионо    | 23 063       | 365 443                |
| Сан      | 7 262        | 334 911                |
| Сегу     | 10 844       | 691 358                |
| Томиниан | 6 573        | 219 853                |